# Gieorgij Taratorkin
Gieorgij Gieorgijewicz Taratorkin, ros. Георгий Георгиевич Тараторкин (ur. 11 stycznia 1945 w Leningradzie, zm. 4 lutego 2017 w Moskwie) – radziecki i rosyjski aktor teatralny i filmowy, który pojawił się w 25 filmach od 1967 roku.

## Filmografia
- 1967: Zofia Pierowska jako Ignacy Hryniewiecki
- 1967: Niezapomniane jako Iwan Czaban
- 1970: Zbrodnia i kara jako Rodion Raskolnikow
- 1973: "33" zgłoś się! jako kierowca karetki
- 1980: Opowieść nieznanego człowieka
- 1980: Krach Operacji Terror jako Sładkopiewcew
- 1984: Księżycowa tęcza
- 1993: Douba-Douba jako prawnik

i inne